# ニューヨーク、狼たちの野望
『ニューヨーク、狼たちの野望』（ニューヨークおおかみたちのやぼう、Staten Island）は、2009年のフランス・アメリカ合衆国のサスペンス映画。監督はジェームズ・デモナコ、出演はイーサン・ホークとヴィンセント・ドノフリオなど。
ニューヨークのスタテンアイランドを舞台に、3人の男（ギャングのボス、浄化槽の清掃員、聾唖のデリ店員）の人生を交錯させながらオムニバス形式で描いている。
日本では2009年10月21日に第22回東京国際映画祭で『NYスタテンアイランド物語』のタイトルで上映されたが一般公開はされなかった。その後、2011年4月29日に『ニューヨーク、狼たちの野望』のタイトルでDVDが発売され、同年9月4日にWOWOWで放送された。

## ストーリー
エピソード1.
スタテンアイランドのギャングのボス・タルツォの家に強盗が入り、大金が奪われた上、タルツォの年老いた母親が撃たれて大怪我をする事件が起きる。
激しい怒りと憎しみで犯人の行方を追うが、その一方でタルツォはスタテンアイランドの全てを手に入れるつもりであることを部下たちに告白する。
すると早速、タルツォに暗殺の手が伸びるが、運良く助かる。
九死に一生を得て仲間のもとに向かったタルツォだったが、自分を暗殺しようとしたのが腹心の部下であることを知り、愕然とする。
全てがイヤになり、拳銃自殺をはかろうとしたタルツォは、たまたま目にした新聞記事から、伐採されようとしていた森の自然を守ろうと、木の上に居座り、抗議活動を始める。
エピソード2.
浄化槽の清掃員サリーは、遺伝子操作で優秀な子供を作ることが出来ることを知る。その費用を手に入れるために妻に内緒で同僚とギャングのボス・タルツォの家に強盗に入る。
大金をせしめ、妻マリアも無事に妊娠し、出産を待つばかりとなったサリーだったが、強盗仲間から足がつき、ギャングに追われることになる。
サリーは妻に理由を説明し、詫びた上で彼女を置いて逃げ出すが、あえなく掴まる。
エピソード3.
聾唖の老人ジャスパーはデリ店員として真面目に働くかたわら、タルツォからの依頼で死体を解体する仕事を請け負っていた。
死体解体をする中で、タルツォへの憎悪を募らせたジャスパーは、拳銃を手に入れ、タルツォ殺害を目論み準備を始める。

## キャスト
- サリー・ハルヴァーソン: イーサン・ホーク - トイレの清掃員。遺伝子操作で優秀な子を作るための金欲しさに強盗を働く。
- パルミ・タルツォ: ヴィンセント・ドノフリオ - ギャングのボス。スタテンアイランドを制覇しようと目論む。母親と2人暮らし。
- ジャスパー・サビアーノ: シーモア・カッセル - デリ店員。聾唖の老人。裏で死体の解体を請け負っている。
- メアリー・ハルヴァーソン: ジュリアンヌ・ニコルソン - サリーの妻。

## 作品の評価
Rotten Tomatoesによれば、8件の評論のうち、高く評価しているのは25%にあたる2件であり、平均して10点満点中4.75点を得ている。